# Mihaly Csikszentmihalyi
Mihaly Csikszentmihalyi (født 29. september 1934 i Rijeka, Kroatien, død 20. oktober 2021) var en ungarsk psykologiprofessor, som emigrerede til USA i en alder af 22, hvor han bl.a. har bestridt embedet som leder af psykologi-afdelingen på University of Chicago. Han arbejdede som forsker og professor på Claremont Graduate University, Californien. 
Under internering i en italiensk fangelejr efter anden verdenskrig fordrev han tiden med skakspil og oplevede her for første gang den tilstand af opslugthed og intens nydelse, som han siden hen har undersøgt i sin psykologiske forskning.
Han har udgivet flere bøger, heriblandt Flow- optimaloplevelses psykologi (1990, genudgivet på dansk 2005), Flow og engagement i hverdagen (1997, udgivet på dansk 2005,  samt Selvets udvikling, evolution, flow og det gode samfund (udgivet på dansk 2008)
Csikszentmihalyi er kendt for sine studier i glæde og kreativitet, men nyder størst anerkendelse for sin teori og research omkring flow.
1. ↑  Navnet er anført på engelsk og stammer fra Wikidata hvor navnet endnu ikke findes på dansk.